# 水口雅夫
水口雅夫（みずぐち まさお、1952年 - ）は、日本の経営学者。元九州産業大学商学部第一部商学科教授。専門は、企業システム論。熊本県出身。

## 経歴
1989年（平成元年）に西南学院大学大学院経営学研究科博士課程単位取得。研究テーマは経済成長、その測定のものさし、経済成長に伴う人の行動（ふるまい）の進化、企業活動を通じた知識と技能の蓄積である。1995年（平成7年）から1996年（平成8年）にアメリカ合衆国コロンビア大学客員研究員、九州産業大学助教授を経て教授となる。

## 主な著書
- 米国企業の組織構造と制度配置問題（九州産業大学 商経論叢 1997年（平成9年））
- 制度学派とコーポレート・ガバナンス（企業と社会の境界変容　1999年（平成11年））
- システムとしてのコーポレート・ガバナンス（現代日本の株式会社 2001年（平成13年））
- 市場・企業ガバナンスと事業体・投資機関の組織領域（証券経済学会年報 第40号 2005年（平成17年））
- 企業制度と知識の経済学―理論と現実の対話促進のために（九州産業大学 商経論叢 2003年（平成15年））
- 組織と制度の経済学（翻訳 2001年（平成13年））